# Албанци в Турция
Албанците в Турция са около 1 300 000 души. Повече от половината от тях са се турцизирали и не демонстрират връзка с Албания. У около 500 хил. души обаче влечението към Албания е силно.

## История
Много албанци се заселват в територията на днешна Турция, основно в периода преди разпадането на Османската империя, както и след Втората световна война – през 1950 – 1970 г., когато мюсюлманите в Косово са репресирани, както и албанците изобщо, и били насърчавани да заявяват, че са турци и да емигрират в Турция. След Косовската война през 1998 – 1999 година в страната пристигат 260 259 бежанци.